# Donja Sokolovica
Donja Sokolovica (en serbe cyrillique : Доња Соколовица) est un village de Serbie situé dans la municipalité de Knjaževac, district de Zaječar. Au recensement de 2011, il comptait 86 habitants.

## Démographie
| 1948 | 1953 | 1961 | 1971 | 1981 | 1991 | 2002 | 2011 |
| ---- | ---- | ---- | ---- | ---- | ---- | ---- | ---- |
| 429  | 413  | 381  | 316  | 263  | 199  | 136  | 86   |

|  |